# 임신 페티시즘

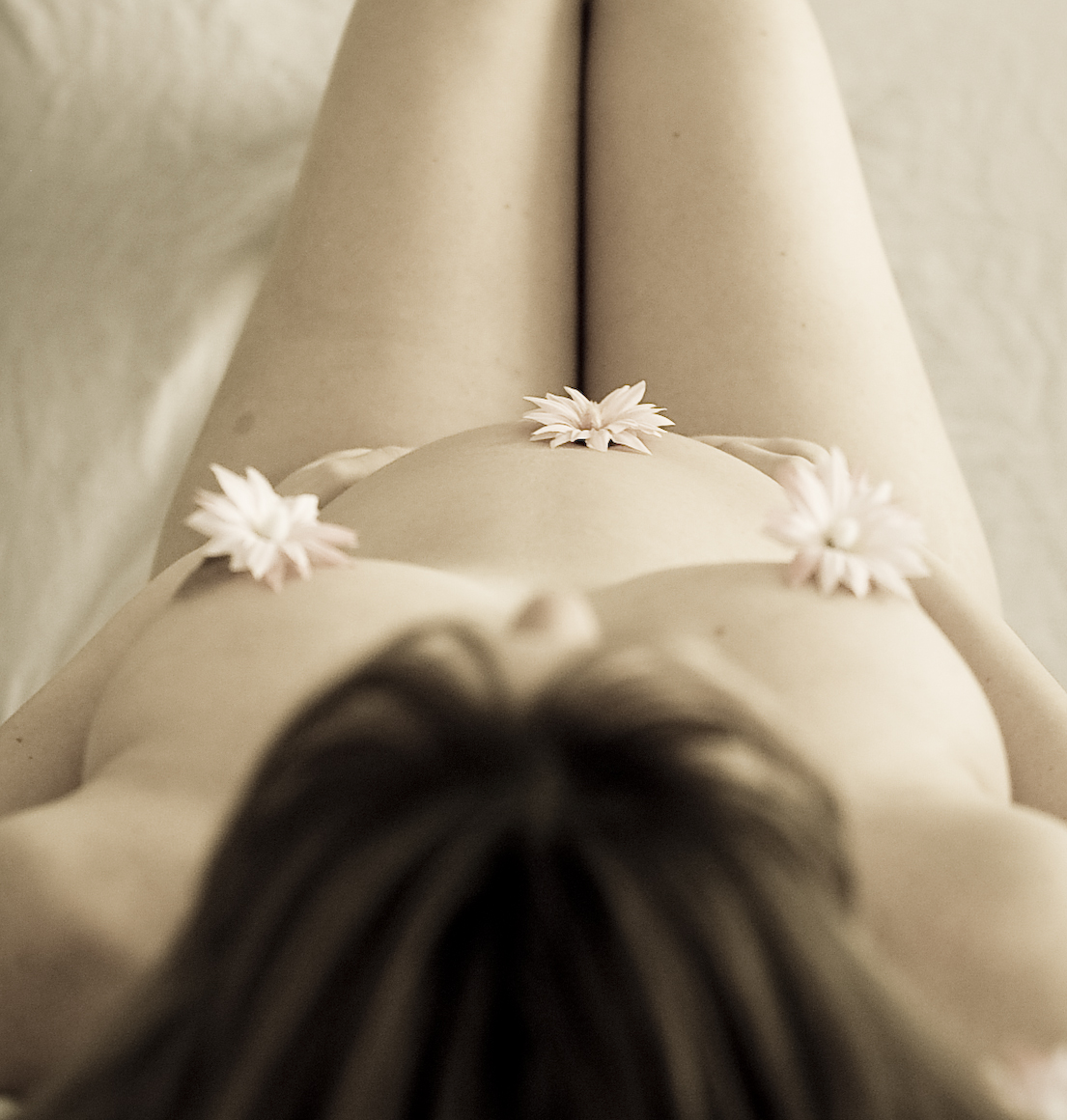
나체 모습으로 임신한 여성의 모습

임신 페티시즘(Pregnancy fetishism), 임부성애증(妊婦性愛症)은 임신과 관련된 것에 성적 기호를 느끼는 페티시즘의 일종이다. 임신한 여성에 대한 성적 매력, 수유에 대한 매력, 또는 임신과 출산 단계 또는 과정에 대한 성적 매력을 수반할 수 있으며, 누드 화보에서도 임신한 상태의 여성을 담은 화보도 있다. 메이시오필리아(Maiesiophilia) 또는 메이포리아(Maieusophoria)로도 부른다.

## 같이 보기
- 성적 페티시즘
- 이시노 요코(石野容子) - 이른바 임부물의 AV여배우로 출연하였지만 2009년 2월에 촬영 현장에서 심폐정지가 되어 사망했다.
- 하타케야마 나츠키(畑山夏樹) - 임부물 AV 여배우. 출연 작품 내에서 자신의 출산 모습을 선보인 것이 화제가 됐다.
- 체내 사정
- 비만 페티시즘